# Mats Jonsson
Mats Rune Jonsson, född 12 februari 1973 i Södertälje, är en svensk serieskapare och redaktör. Han har främst arbetat med självbiografiska serier och har uttryckt att han vill skildra hela sitt liv i serieform.

## Biografi
Mats Jonsson är uppvuxen i Bollstabruk i Kramfors kommun i Ångermanland, och har studerat journalistik på Mitthögskolan. 
Han började göra serier för att själv ge ut seriefanzin under 1980-talet och blev sedermera publicerad i tidningar som Ordfront magasin och Galago, som han senare var redaktör för mellan åren 2003 och 2018. Jonsson var tidigare redaktör för serietidningen Mega-Pyton tillsammans med Simon Gärdenfors.
Sedan debutalbumet Unga Norrlänningar 1998 har hans serier samlats i sju serieböcker varav de flesta kommit i flera utgåvor och upplagor. Genom åren har hans barnsligt spretiga teckningar utvecklats till en medvetet naiv stil med en effektiv berättarteknik. Serierna handlar nästan alltid i någon mån om honom själv, och ofta om hans egna tillkortakommanden. Sitt stora genombrott fick han med Nya Norrland (2017) som handlade om Bollstabruk, där han växte upp. Boken skildrar utsugningen av Norrland och den allt djupare klyftan mellan stad och land.
År 2013 utgav Jonsson sin första barnbok, Monstren i skogen, som utgår från minnen och känslor under barndomsåren i ångermanländska Stensätter. Hans stora rädsla i livet är rotvältor, vilket har skildrats i både denna bok och i seriealbumet Pojken i skogen. År 2014 kom Världens räddaste katt och 2015 Emelie Nicklasson och jag. De tre böckerna i serien En Mats-bok har senare även kommit ut som ljudböcker. 
År 2019 utkom boken Blod i gruset, Jonssons första kapitelbok. Det är en historisk berättelse för barn och ungdomar, som handlar om hur Ådalshändelserna 1931 påverkat både bygd och människor i flera generationer framåt. Boken handlar om Mats, som sedan han var liten är vän med ett äldre grannpar, Lasse och Ing-Mari. När Lasse drömmer mardrömmar som han vaknar ur med ett skrik, börjar Mats forska i vilka händelser som ligger bakom. Med hjälp av klasskamraten Arlene, spårar de historien en hel generation bakåt, tillbaka till de dramatiska händelserna i Ådalen -31 när demonstranter och polis drabbade samman. Berättelsen visar hur långt historiens trådar kan följa människor. 
År 2021 utkom Jonsson med boken När vi var samer. Han utforskar i boken sitt samiska ursprung och det kulturella folkmord han anser att skogssamerna utsatts för i Sverige. När vi var samer blev den första serieroman någonsin att nomineras till ett Augustpris i den skönlitterära klassen.
Jonsson var bosatt i Stockholm 1995–2020, men återvände sedan till Ångermanland och är sedan juni 2020 bosatt i Sandslån med sin familj. Han är en av grundarna av Ådalens industrimuseum. Museet har omvandlat Flottningsmuseet i Sandslån till en mötesplats och ett modern industrihistoriskt museum, bland annat i fastigheten Kejsarkasernen.
Mats Jonsson var en av sommarpratarna i Sommar i P1 2021. Han har varit återkommande medverkande i kulturmagasinet Babel och tecknade 2018–2023 regelbundet seriekrönikor i Arbetet. År 2024 utsågs han till hedersdoktor vid Mittuniversitetet.
Han är gift och har ett barn.

## Utgivna böcker
- 1998 –  Unga norrlänningar. Stockholm: Ordfront/Galago. ISBN 91-89248-02-3
- 2002 –  Hey Princess. Stockholm: Ordfront/Galago. ISBN 91-89248-43-0
- 2005 –  Pojken i skogen. Stockholm: Ordfront/Galago. ISBN 91-7037-121-0
- 2008 –  I detta satans rum. Stockholm: Ordfront/Galago. ISBN 91-7037-398-1
- 2011 –  Mats kamp. Stockholm: Ordfront/Galago. ISBN 978-91-7037-612-2
- 2012 –  Femkronorsböcker: "Apburen". Stockholm: Orosdi Back. ISBN 978-91-865-93414 (prosa)
- 2013 –  Monstren i skogen. Stockholm: Alfabeta. ISBN 978-91-501-1558-1 (barnbok)
- 2014 –  Världens räddaste katt. Stockholm: Alfabeta. ISBN 978-91-501-16991 (barnbok)
- 2015 –  Emelie Nicklasson och jag. Stockholm: Alfabeta. ISBN 978-91-501-1745-5 (barnbok)
- 2017 –  Nya Norrland. Stockholm: Ordfront/Galago förlag. ISBN 978-91-7037-950-5
- 2019 –  Blod i gruset. Stockholm: Alfabeta. ISBN 9789150120875 (kapitelbok)
- 2021 –  När vi var samer. Stockholm: Ordfront/Galago. ISBN 9789177751519
- 2022 –  Mats Jonsson drar åt helvete. Stockholm: Lystring förlag. 2022. ISBN 9789198759495. https://libris.kb.se/bib/fv1t1hh0clb3r40k?vw=full
- 2024 – Stinas Jojk. Alfabeta. ISBN 9789150123135

## Egna fanzin i urval
- Däntjusia råtfamilj än
- Puerila serier
- Pekoral-Collage
- Själfbefläckelse

## Övriga publikationer
- Nej!. Serietidning som kommit med två nummer. #1 gick som bilaga i Galago och #2 gavs ut av Lystring.
- Surkalendern. Väggalmanacka för 2019 respektive 2020.

## Priser och utmärkelser
- 1996 – Galagos Fula Hund
- 2006 – Rörlingstipendiet
- 2006 – Urhunden
- 2013 – Läsarnas Sveriges medalj[13]
- 2016 – Pelle Molinsällskapets stipendium
- 2016 – Norrlands litteraturpris
- 2017 – Birger Norman-priset
- 2020 – Västerbottens-Kurirens kulturpris
- 2021 – Längmanska fondens stora kulturpris
- 2022 – Ganneviksstipendiet[14]
- 2023 – Sofia Jannoks stiftelses Árvvas-stipendium[15]
- 2024 – Sara Lidman-priset[16]